# Нестеренко, Василий Михайлович
Васи́лий Миха́йлович Нестере́нко (род. 20 апреля 1952, Каневская, Краснодарский край) — украинский и российский поэт, прозаик, автор-исполнитель. Член Союза писателей России.

## Биография
Родился 20 апреля 1952 года в станице Каневской Краснодарского края, в семье служащих. Отец Михаил Митрофанович Нестеренко работал в министерстве сельского хозяйства РСФСР, был репрессирован в 1937 году, освобождён в 1955, реабилитирован в 1956. Мать Евдокия Ефимовна Голубева работала мастером, затем начальником цеха цветных металлов Норильского медно-никелевого комбината.
По окончании средней школы учился в Керченском строительном техникуме по специальности «Холодильно-компрессорные машины и установки (ХКМУ)», с третьего курса ушёл в армию, служил в стройбате. По демобилизации уехал во Владивосток, учился в Дальрыбвтузе, работал на флоте специалистом по судовым холодильным установкам. Ходил в рыболовные рейсы с 1973 года в различных регионах Тихого, Индийского, Атлантического океана и Антарктики. В начале 1990-х годов открыл в Керчи керамическую мастерскую. С 2008 года снова работал по основной профессии — специалист судовых рефрижераторных установок на океанических судах. Попутно писал стихи, песни, рассказы и повести.
С 2019 года артист видео-арт-театра Петра Аникина (Москва). Победитель ряда музыкальных конкурсов и фестивалей (2007—2019), в том числе — дипломант фестиваля «Русский Stil-2019» (Париж) в четырёх номинациях: в главной номинации «Париж для меня», в номинациях «Проза для детей» и «Сатира и юмор в поэзии», и финалист в номинации «Песенное Со-творчество». Постоянный участник Боспорского форума современной культуры.

## Творчество

### Музыка
С 1981 года пел в народном и в церковном хорах. В 1985 получил медаль лауреата за соло спиричуэлс на английском языке на всесоюзном конкурсе самодеятельности, посвящённом 40-летию Победы Великой Отечественной войны. С 2004 года занимается авторской песней. В 2017 году принял участие в турне «Русские поэты — Владимир Высоцкий». Участвовал в международном театральном фестивале «Боспорские Агоны», шаляпинском фестивале в Ялте, фестивале бардовской песни в Ялте, всероссийском фестивале «Поклонимся великим тем годам», фестивале «Девятый вал», посвященном 200-летию И. К. Айвазовского, вокальном фестивале «Салют, Киммерия!» в Феодосии, бардовском фестивале в Феодосии Архивная копия от 25 сентября 2018 на Wayback Machine. Соавтор музыкального спектакля о керченском  художнике  Жорже Матрунецком, созданного к его 85-летию.